# Radiorresistencia
La radiorresistencia es la capacidad de ciertos organismos de sobrevivir y prosperar en ecosistemas con niveles muy altos de radiaciones ionizantes. Los organismos que prosperan en presencia de radiaciones ionizantes son llamados radiófilos. Este fenómeno ha sido observado, por ejemplo, en los animales y plantas en el área afectada por el accidente de Chernóbil, que han mostrado, a pesar de los altos niveles de radiación en la zona, una supervivencia y adaptación inesperada en muchos casos. 
Un estudio en la zona de exclusión llevado a cabo con ratones trasladados allí demostró que después de cuarenta y cinco días desarrollaban mecanismos para adaptarse a la radiación de la zona y que si eran sometidos a dosis muy altas por poco tiempo no sufrían daños como si lo hacía el grupo de control. Al parecer se debía a que eliminaban los radicales libres generados por la radiación mucho más rápido.
Un estudio brasileño en las colinas del estado de Minas Gerais, que tienen un alto nivel de radiación debido a depósitos de uranio, también ha revelado muchos insectos, gusanos y plantas que son radiorresistentes.
La radiación también puede ayudar a ciertas plantas a adaptarse mejor al ambiente, al incrementar la tasa de crecimiento de las semillas, ya que favorece que germinen más rápidamente.

## Radiorresistencia inducida
La radiorresistencia puede ser inducida por la exposición a pequeñas dosis de radiación. Varios estudios han documentado estos efectos en levaduras, bacterias, protozoos, algas, plantas, insectos, y también en cultivos in vitro de células de animales mamíferos y humanas.
Varios mecanismos de protección celular pueden verse implicados en estos procesos, entre ellos las alteraciones del los niveles de algunas proteínas del citoplasma y el núcleo celular. También en la Expresión génica, Reparación del ADN y otros procesos.
Se han descubierto muchos organismos que tienen la capacidad de auto reparar sus genes y que esta capacidad puede ser activada por la exposición a la radiación. A continuación se describen dos ejemplos de este proceso de reparación celular en seres humanos.
Devair Alves Ferreira recibió una alta dosis de radiación (7.0 Gy) en el Accidente de Goiânia , y sobrevivió mientras que su esposa que fue irradiada con 5.7 Gy fallecía.
La explicación más plausible a estos hechos del [cita requerida] es que la dosis que recibió él se vio fraccionada en dosis más pequeñas a lo largo de cierto tiempo, mientras que la dosis que recibió su mujer, que estaba en casa más tiempo, fue continuada, lo que impidió que los mecanismos de reparación de su organismo pudieran actuar reconstruyendo parte de las células dañadas por la radiación.
Esto es similar a lo que se produjo entre algunos de los trabajadores del Accidente de Chernóbil los llamados liquidadores en la que recibieron dosis de hasta 10 Gy, pero de forma fraccionada en diferentes períodos, evitando los efectos más graves y agudos e inmediatos de la radiación.
Se ha descubierto en experimentos de Radiobiología que si un grupo de células son irradiadas, a medida que la dosis de radiación aumenta, el número de células que sobrevive disminuye.
También se ha descubierto que si a un cultivo celular se le administra una determinada dosis de radiación, y es guardado, sin ser irradiadas las células de nuevo durante un período y después son irradiadas, esta nueva dosis de radiación tiene menores efectos nocivos en ellas y provoca menor muerte celular.
El cuerpo humano contiene muchas clases diferentes de células y se puede producir la muerte por la pérdida de un solo tipo de células en un órgano vital. 
En muchos casos de muerte por efectos de la radiación en período corto ( entre 3 y 30 días)  después de la irradiación, la muerte de produce por la destrucción de las células de la médula ósea que producen la sangre y de las células del sistema digestivo (pared intestinal).
En el gráfico a continuación se describen las curvas de dosis/ supervivencia de un grupo de células hipotéticas bombardeadas con la misma cantidad de radiación en dos casos: Con un período de recuperación de la radiación y sin el.

## Radiorresistencia hereditaria
Existen muchas evidencias de que la radioresistencia puede estar determinada genéticamente y puede ser heredada, como mínimo en algunos organismos. Heinrich Nöthel, un geneticista de la  Freie Universität Berlin realizó un completo estudio sobre la radioresistencia y  mutaciones con la mosca de la fruta, Drosophila melanogaster. Publicando más de 14 estudios.

## Radiorresistencia en oncología radiológica
Radioresistencia o Radiorresistencia es también un término empleado en medicina  (oncología) para las células cancerígenas que son difíciles de tratar con  radioterapia.La radioresistencia de las células cancerígenas puede ser intrínseca o producida por la propia terapia radiológica.

## Radiorresistencia comparativa
Tabla comparativa de la resistencia a la radiación de varias especies.
Suelen producirse grandes diferencias en diferentes experimentos de radiorresistencia debido a la inabilidad para controlar el " medio en el que se realizan las pruebas ( el número para la resistencia a la radiación humana fue determinado con datos sobre la irradiación en los bombardeos de Hiroshima y Nagasaki en la Segunda Guerra Mundial ).
| Organismo                  | Dosis Letal | LD50                | LD100 | Especie/reino |
| -------------------------- | ----------- | ------------------- | ----- | ------------- |
| Perro                      |             | 3,5 (LD50/30 días)  |       | Mamíferos     |
| Humano                     | 4-10        | 4,5                 | 10    | Mamíferos     |
| Rata                       |             | 7,5                 |       | Mamíferos     |
| Ratón                      | 4.5-12      | 8,6-9               |       | Mamíferos     |
| Conejo                     |             | 8 (LD50/30 días)    |       | Mamíferos     |
| Tortuga                    |             | 15 (LD50/30 días)   |       | Reptiles      |
| Pez dorado                 |             | 20 (LD50/30 días)   |       | Peces         |
| Escherichia coli           | 60          |                     | 60    | Bacterias     |
| Cucaracha alemana          |             | 64                  |       | Insectos      |
| Marisco                    |             | 200 (LD50/30 días)  |       | -             |
| Mosca de la fruta          | 640         |                     |       | Insectos      |
| Ameba                      |             | 1000 (LD50/30 días) |       | -             |
| Avispa Braconidae          | 1800        |                     |       | Insectos      |
| Deinococcus radiodurans    | 15000       |                     |       | Bacteria      |
| Thermococcus gammatolerans | 30000       |                     |       | Arquea        |

## Enlaces relacionados
- Radioterapia
- Radiación
- Radiación nuclear
- Radiosensibilidad